# Mi servirebbe sapere
Mi servirebbe sapere è un brano musicale del cantante italiano Antonio Maggio pubblicato come primo singolo del suo primo album, Nonostante tutto, uscito nel 2013.

## Storia
Il brano, scritto dallo stesso Maggio, ha partecipato al Festival di Sanremo 2013 vincendo nella sezione "Giovani" ed aggiudicandosi anche il "Premio Emanuele Luzzati", conferito dalla Regione Liguria.
Nel 2013 è stata pubblicata una versione in lingua greca da Panos Mouzourakis con il titolo Pos Na Tin Pis Tin Agapi.

## Video musicale
Il video del brano è stato pubblicato il 15 febbraio 2013.

## Classifiche

### Classifiche settimanali
| Classifica (2013) | Posizione massima |
| ----------------- | ----------------- |
| Italia            | 7                 |

### Classifiche di fine anno
| Classifica (2013) | Posizione |
| ----------------- | --------- |
| Italia            | 79        |